# Štriholče
Štriholče (nemško Gattersdorf) je naselje v Občini Velikovec v Okraju Velikovec na Koroškem v Avstriji.